# Ray of Light (canção)
"Ray of Light" é uma canção da artista musical estadunidense Madonna, contida em seu sétimo álbum de estúdio de mesmo nome (1998). Foi composta e produzida pela própria com o auxílio de William Orbit, com escrita adicional por Clive Muldoon, Dave Curtiss e Christine Leach. A sua gravação ocorreu em 1997 nos Larrabee Studios North em Universal City, Califórnia. O seu lançamento como o segundo single do disco ocorreu em 6 de maio do mesmo ano, através das gravadoras Maverick e Warner Bros., sendo comercializada em CD single, fita cassete e vinis de sete e doze polegadas. Baseada em "Sepheryn", de Curtiss Maldoon, é uma faixa musicalmente derivada do EDM com influências do techno, do trance, do eurodance e da música disco, apresentando efeitos sonoros como assobios, bipes e sinos, o uso da guitarra elétrica e sintetizadores dentro de sua composição. Liricamente, apresenta um tema de liberdade.
A obra foi aclamada pela mídia especializada, a qual prezou a sua composição, sua produção e seu "calor emocional". A maturidade e os vocais de Madonna no número também foram elogiados. A canção foi nomeada nas categorias de Gravação do Ano, Melhor Gravação de Dance e Melhor Vídeo Musical durante os Grammy Awards de 1999, conquistando as duas últimas, obtendo também os prêmios de Maior Música Dance e Canção Mais Tocada nos ASCAP Rhythm and Soul Awards e ASCAP Pop Awards, respectivamente, e sendo reconhecida como uma das melhores da década de 1990. O single obteve êxito comercial ao liderar as tabelas da Escócia e da Espanha, classificando-se entre as dez melhores colocações na Austrália, no Canadá, na Europa e em outras quatro nações. Nos Estados Unidos, registrou o maior debute de Madonna na tabela estadunidense Billboard Hot 100, estreando no número cinco — sua posição de pico —, além de converter-se no vigésimo terceiro tema da cantora a culminar no periódico Hot Dance Club Songs.
Lançado em 12 de maio de 1998 na série MTV Live, o vídeo musical correspondente foi dirigido por Jonas Åkerlund e retrata o cotidiano de pessoas em cidades ao redor do mundo, como Londres e Estocolmo. Posteriormente disponibilizada em VHS single, a produção foi criticamente aclamada e indicada em oito categorias durante os MTV Video Music Awards de 1998, vencendo cinco delas, incluindo a principal da noite, de Vídeo do Ano. Entretanto, Stefano Salvati acusou a artista de plagiar o conceito de um vídeo dirigido por ele para Biagio Antonacci quatro anos antes. Madonna apresentou "Ray of Light" em eventos como os MTV Video Music Awards de 1998 — acompanhada por Lenny Kravitz na guitarra — e Live 8, bem como nas turnês Drowned World Tour (2001), Confessions Tour (2006), Sticky & Sweet Tour (2008-09) e Celebration Tour (2023-24). A faixa também foi regravada por artistas como Adam Lambert e Natasha Bedingfield, e utilizada diversas vezes na mídia, como nas séries Family Guy, Glee e na campanha publicitária de lançamento do Windows XP.

## Antecedentes e lançamento

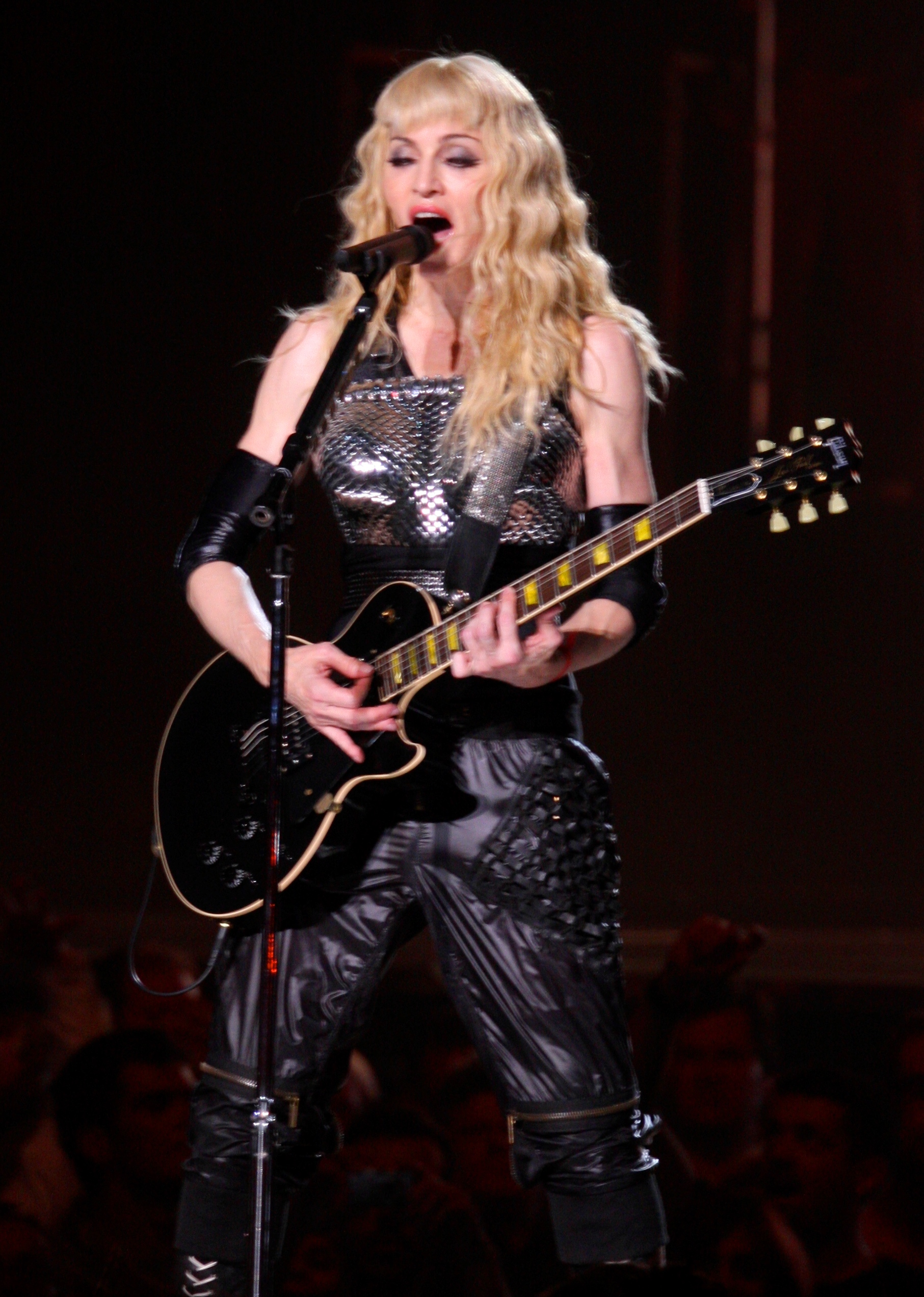
Madonna apresentando "Ray of Light" na turnê Sticky & Sweet Tour (2008-09).

Desde 1996, Madonna passou por uma série de "experiências de mudanças de vida", o que incluiu o nascimento de sua filha Lourdes, o seu crescimento no interesse pelo misticismo e a Cabala e a interpretação da protagonista do filme Evita (1996), adaptação do musical de mesmo nome. Um ano depois, ela começou a trabalhar em seu sexto álbum de estúdio Ray of Light, para o qual realizou sessões de composição com William Orbit, Patrick Leonard, Rick Nowels e Babyface. O disco refletiu as mudanças de perspectiva da cantora sobre a vida. A escritora Carol Benson notou que este era "um álbum dançante profundamente espiritual" essencialmente baseado na carreira e jornada de Madonna e nas muitas identidades que ela adotou ao longo dos anos. A maternidade suavizou a artista emocionalmente, o que acabou sendo refletido nas canções. A cantora começou a falar sobre ideias e a usar palavras que tratassem de pensamentos profundos e pessoais, ao invés de elaborar sons para pistas de dança como antes.
Madonna trabalhou principalmente com Orbit após Guy Oseary, sócio da Maverick Records, ter sugerido ao músico por telefone que enviasse algumas faixas para a cantora. Orbit então enviou uma fita digital de treze faixas para Madonna, na qual "Ray of Light" estava incluída. Ele baseou-se na obra depois de ouvir "Sepheryn", lançada pelo duo Curtiss Maldoon (formado por Dave Curtiss e Clive Maldoon) em 1971. Em 1996, Christine Leach, sobrinha de Maldoon, gravou sua versão para a faixa. Leach disse que sempre amou o trabalho do duo, afirmando que "Sepheryn" era a sua favorita. Ela trabalhou com Orbit por um tempo e gravou uma demo de "Sepheryn" por cima de uma melodia na qual ele estava trabalho. Leach reescreveu o refrão e também removeu alguns extratos da composição original. Orbit incluiu-a na fita pensando que Leach havia escrito a música. Após ouvir a demo, Madonna gostou e retrabalhou as letras para criar "Ray of Light".
"Ray of Light" foi lançada como o segundo single do álbum em 6 de maio de 1998 nos Estados Unidos. A capa foi fotografada por Mario Testino, com design de Kevin Reagan. Curtiss não estava ciente do fato de que Madonna havia gravado "Sepheryn" como "Ray of Light" e a ouviu pela primeira vez na rádio. Ele "não conseguiu acreditar" e ficou inicialmente irritado, mas gostou do que Madonna havia feito com sua composição original. Curtiss também ficou satisfeito com os 15% de royalties que recebeu com o crédito de compositor. Madonna recebeu 30% dos royalties, 15% foi dado ao espólio de Maldoon e o resto foi recebido pela gravadora de Madonna. Sobre a canção, Madonna disse: "É totalmente fora de controle. A versão original tem mais de 10 minutos de duração. Foi completamente indulgente, mas eu adorei. Foi de partir o coração cortá-la para uma duração gerenciável". Sua versão original foi criada para ser incluído em um álbum de remixes intitulado Veronica Electronica, que não foi lançado. Em entrevista ao jornal The Australian em janeiro de 2017, Curtiss comentou ter gravado uma versão de "Sepheryn" em jazz contemporâneo.

## Gravação e composição
"Ray of Light" foi gravada, junto com o resto do álbum, nos Larrabee Studios North em Universal City, Califórnia. Foi masterizada por Ted Jensen nos Sterling Sound Studios em Nova Iorque. A fita digital  continha a porção principal das gravações da canções, bem como sessões demo preliminares feitas na casa de Madonna em Nova Iorque e no The Hit Factory, onde ela cantou a música pela primeira vez. Assim como grande parte do disco, a faixa foi gravada em um Roland Juno-106. A cantora e o produtor regeram uma sessão de bateria em Los Angeles, mas não obtiveram grandes resultados. Assim, Orbit contatou Fergus Gerrand, que tocou demonstrações de bateria para ele em Londres. Orbit as aprimorou em sua workstation e as selecionou manualmente, em vez de usar softwares de auto-edição como ReCycle.
Musicalmente derivada do EDM, "Ray of Light" contém fortes influências do techno, do trance, do eurodance e da música disco e recebeu comparações estilísticas à música rave, psicadélica e ao acid rock. De acordo com a autora Lucy O'Brien, em seu livro Madonna: Like an Icon, Orbit criou um som semelhante ao sensurround na faixa, que apresenta Madonna aprofundando suas raízes da música dance, transitando para um som mais eletrônico. De acordo com a partitura publicada pelo portal Muscinotes.com, a canção é definida na assinatura de tempo comum, com um ritmo de andamento acelerado formado por 126 batidas por minuto. É composta no tom de si bemol maior, com o alcance vocal de Madonna abrangendo-se desde Si♭3 até Fá5, com a última nota sendo cantada sobre a vocalização "ah-ah" perto do fim da canção. A composição possui uma sequência básica formada pelas notas si bemol maior, mi bemol maior, si maior e mi maior como sua progressão harmônica.
A música começa com um riff de guitarra elétrica comparável com os trabalhos da banda inglesa de rock alternativo e britpop Oasis. Os acordes se harmonizam uns com os outros, continuando por 22 segundos. Em seguida a melodia techno começa, constituída por um sintetizador principal oscilando na nota musical primária, com o equalizador movendo-se entre o grave e o agudo. A batida "inquieta" é acompanhada por um riff inspirado pelo rock, com a altura de Madonna sendo mais alta do que nas outras músicas do álbum. Os vocais "ofegantes" da intérprete na faixa foram notados por diferirem-se de seus singles anteriores. Durante a gravação, Orbit manteve "Ray of Light" em um semitom mais alto do que o limite da cantora, resultando em uma adição de tensão aos vocais. Ele lembrou: "Ela ficou frustrada quando nós estávamos gravando mas você quer aquele pedaço de limite com cantoras, aquela coisa de alcance. Você não pode fingir, e você pode ouvir isso quando ela racha na gravação". Ao longo da composição, são ouvidos diversos efeitos sonoros, incluindo assobios, sinos e bipes. Antes do refrão final há mais um solo de sintetizadores, reminiscente a músicas pró-rock dos anos 1970. De acordo com Rikky Rooksby, autor de The Complete Guide to the Music of Madonna, isso foi uma ligação à origem da canção de "Sepheryn".
Liricamente, a obra é animada, mantendo o tema com a melodia, e possui um tema de liberdade e mostra um lado mais espiritual da cantora. De acordo com a própria, "Ray of Light" é "um olhar místico no universo e [do] quão somos pequenos [comparado a ele]". Ela quis capturar uma sensação de "deslumbramento" com as letras, como se alguém tivesse acabado de abrir os olhos e olhado para o mundo pela primeira vez. Com a NME, a artista esclareceu que as letras transmitem o sentimento de ser pequeno em comparação ao vasto universo, e também fala sobre como a vida normal passa mais rápido "do que a velocidade da luz", mas alguém pode sair dessa jornada e olhar para si mesmos com uma perspectiva externa. Ela explicou:
| “ | Quero dizer, você às vezes não para e se sente hiper consciente de quem você é no momento? E então pensa, 'Deus, eu estou habitando minha carne e meus ossos, dizendo minhas palavas, respirando o ar que respiro' mas você também está do lado de fora e pensando, 'Mas por quê? Por que eu sou eu? Por que... por que... qual é o meu lugar aqui?' [Entende?] Bem, isso acontece comigo o tempo todo. | ” |

## Recepção

### Crítica profissional
| Críticas profissionais | Críticas profissionais |
| Avaliações da crítica  | Avaliações da crítica  |
| Fonte                  | Avaliação              |
| ---------------------- | ---------------------- |
| Termômetro             | (95/100)               |

Analisando o álbum Ray of Light, Stephen Thomas Erlewine, do portal Allmusic, descreveu a canção como um "turbilhão". Em uma resenha da canção, Liana Jonas, da mesma página, definiu a faixa como uma "canção dançante perversamente boa", alegando que era "sonoramente progressiva, mas simpática para o ouvinte". Jonas também elogiou os vocais de Madonna, comparando-os com os de uma "diva de boates a uma deusa celestial". Larry Flick, da Billboard, descreveu "Ray of Light" como Madonna no seu melhor. Rob Sheffield, da revista musical Rolling Stone, observou que, ao lado de outras faixas como "Swim" e "Drowned World/Substitute For Love", Madonna está "positivamente feroz". Sal Cinquemani, da Slant Magazine, analisou que a música era uma "comemoração techno-delirante", e notou a "euforia" de Madonna na musica. Michael R. Smith, do The Daily Vault elogiou a canção como um dos melhores singles de Madonna, explicando:
| “ | O que torna 'Ray of Light' um dos melhores singles de Madonna é o fato de que é muito difícil de se cantar. Repleta de múltiplas mudanças de oitavas, a canção forçou Madonna a alcançar seus vocais mais do que ela pode. A canção exigiu que ela fizesse uso de seu registro superior e mantivesse notas maiores do que ela havia alcançado. É realmente uma joia tecnho que é sempre destaque em seus shows. Depois de ouvir uma amostra disso na primavera [boreal] de 1998, eu sabia que Madonna tinha se superado. A canção faz com que o álbum inteiro tenha um nível totalmente novo. | ” |

Em uma análise feita para o seu livro Madonna: Like an Icon, a autora Lucy O'Brien descreveu a canção como uma "música eletrônica com velocidade ácida" e um "hino de êxtase para os céus", observando que a canção foi composta em um semitom maior do que a zona de conforto vocal da cantora, mas afirmou que "a tensão realmente ajudou". O The A.V. Club comentou que a "faixa-título bombeada é obrigada a ser um sucesso que merece". Alex Alves, colunista do Termômetro, pertencente ao portal POPLine, concedeu à canção uma escala de noventa e cinco pontos que vai até cem, dizendo que "'Ray of Light' traz a rainha do pop em sua melhor forma vocal, autoral e de produção que talvez tenha sido vista em toda a sua carreira". O profissional prezou a sua composição da faixa, comentando que "a composição é elegante, a produção é impecável, sendo, simultaneamente simples e bem elaborada. Os vocais de Madonna, por sua vez, estão, notoriamente maduros, além de afinados", e concluiu a resenha elogiando a maturidade do tema, dizendo que a faixa é "uma lição de que o amadurecimento musical é essencial para aqueles que desejam enfim entrar para a realeza da música pop".
Ao analisar o álbum Ray of Light, J.D. Considine, do jornal The Baltimore Sun, notou que "a força recém-descoberta de Madonna é particularmente evidente nos ritmos pulsantes das faixas, como a canção-título, na qual é mostrada sua crescente confiança no topo do seu registo [vocal] no refrão ativamente balançante, e em seguida, a breve ponte é sussurrada". David Browne, da publicação Entertainment Weekly, intitulou a canção como uma "bola brilhante do tecnho similar a sirenes". Stephen Sears, do Idolator, explicou que os vocais de Madonna em todo o álbum eram um "divisor de águas", inclusive na canção, já que ela reforçou sua voz enquanto trabalhava no filme Evita. Sears finalizou a análise argumentando que "de fato, nenhum refrão é necessário para levantar 'Ray of Light' para o céu de discotecas. Madonna abastece os [registros] altos em alguns momentos perfeitos: em uma estendida forma espiral, ela geme 'yea-ea-ears' aos 3:27 ou como seus giros vocais saem fora de controle aos 4:14, pareados pelo trabalho da guitarra frenética de Orbit".

### Reconhecimento
Durante a 41.ª edição dos Grammy Awards, "Ray of Light" venceu as categorias de Melhor Vídeo Musical. Também foi indicada na categoria de Gravação do Ano, mas perdeu para "My Heart Will Go On", de Celine Dion. Em 1998, o periódico The Village Voice a posicionou na quarta colocação na lista anual Pazz & Jop, indicando-a como a quarta melhor canção daquele ano. Nos ASCAP Rhythm and Soul Awards de 1999, a faixa obteve o troféu de Top Dance Song, vencendo também o de Most Performed Song nos ASCAP Pop Awards no mesmo ano. Nos Ivor Novello Awards do mesmo período, foi indicada na categoria de Internationa Hit of the Year.
A faixa também foi classificada como a 16ª melhor canção dos anos 1990, com a Slant Magazine escrevendo que a "batida é inquieta" e que "Ray of Light" é "um destaque único" devido ao seu "calor emocional". Em 2005, a publicação Blender a colocou no 401º lugar na lista The 500 Greatest Songs Since You Were Born. A Billboard considerou-a a quinta melhor música da carreira de Madonna, em uma lista com as quinze melhores, argumentando que "marcou um novo capítulo em sua célebre carreira". Em uma compilação com as cinquenta melhores canções da artista, a Rolling Stone considerou "Ray of Light" a quinta melhor, com um editor notando os "vocais mais poderosamente cantados [de Madonna] até a data".

## Vídeo musical

### Desenvolvimento
O vídeo musical de "Ray of Light" foi dirigido pelo sueco Jonas Åkerlund, que havia dirigido o controverso vídeo de "Smack My Bitch Up", do grupo The Prodigy, dois anos antes. Madonna começou a planejar o vídeo de "Ray of Light" desde que estava filmando o de seu single anterior "Frozen" no Deserto Mojave. "Smack My Bitch Up" era o seu favorito no momento, e ela selecionou Åkerlund para dirigir o de sua canção. Ela afirmou que quando faz um álbum, "coloca [sua] alma nele, mas um vídeo musical é muito mais [do que] trabalhar com um diretor". Com o disco Ray of Light, Madonna queria fazer vídeos musicais com uma nova expressão e, assim, trabalhar com novos diretores para substituir os antigos com quem havia trabalhado por anos. Ela sentiu que Åkerlund tinha uma maneira especial de trabalhar. A cantora comentou que ela e o diretor "nos falamos pelo telefone, e ele me enviou um monte de tratamentos que eu não gostei. Mas ele manteve-se e não desistiu". As conversas deles duraram por mais de seis meses, e boa parte deste tempo foi gasto para o desenvolvimento do conceito final. Para o jornal sueco Aftonbladet, Åkerlund afirmou que "foi muito bom! Madonna ficou satisfeita com o resultado rápido e [é] um sonho de trabalhar com [ela] — foi provavelmente o trabalho mais fácil que eu já fiz em anos". Adicionalmente, ele disse:
| “ | Eu tive duas ideias que não se encaixaram na música. Ela disse 'não' mesmo eu tendo uma ideia muito clara de como ela ficaria no vídeo. Eu trabalhei em outra ideia e trouxe uma banda para ela ver. Eu fiz tudo isso na minha frente. (...) Em retrospecto, parece bom, o vídeo que nós fizemos ficou muito mais adequado para a faixa do que as primeiras ideias. Ela [Madonna] tem uma trajetória incrível em tudo o que está fazendo. Estilo, música, negócios — ela tem um trajeto mental de cada coisa e não desiste até que esteja completamente satisfeita, e em vídeos musicais, não há nada que ela faça com uma mão amarrada nas costas — ela fica totalmente engajada. | ” |

De acordo com a cantora, o vídeo retrata, basicamente, "um dia na vida da Terra para mostrar que estamos correndo para a frente até o fim do século de 1900 e a toda velocidade. Acho que Jonas fez uma excelente interpretação da canção, embora ele tenha me obrigado a dançar como louca por dois dias. Ele é um diretor forte". Inspirações para a gravações vieram do filme experimental Koyaanisqatsi'' (1982), que mostra filmagens rápidas de várias cidades. As cenas de Madonna foram filmadas no início de abril de 1998 em Los Angeles e nos estúdios da MTV, localizados na Times Square, Nova Iorque. As imagens de fundo onde ela é vista incluem várias cidades, como Los Angeles, Nova Iorque, Londres e Estocolmo. Filmagens de teste feitas na última cidade foram apresentadas para a cantora, para transmitir a ideia por trás do vídeo, mas elas foram consideradas "boas demais" para serem usadas no produto final.

### Produção e filmagens
Durante as filmagens, Åkerlund foi acompanhado por três de seus funcionários suecos — o fotógrafo Henrik Halvarsson, o designer de produção Mattias Lindgren e o editor Max Vitali. Lourdes Maria, filha de Madonna, também esteve presente nas gravações. Outros profissionais que contribuíram nos processos de produção e filmagem do vídeo foram a produtora Nicola Doring, o produtor executivo Billy Poveda, a coordenadora de produção Dana Terra, o cinematógrafo Henrik Halvarsson e o operador da steadicam Brooks Robinson. O diretor lembrou que, um dia após o término das filmagens, ele recebeu uma ligação de Mick Jagger para dirigir o novo vídeo dos The Rolling Stones, mas ele teve que recusar uma vez que o de "Ray of Light" consumiu todo o seu tempo. As filmagens decorreram durante um período de 14 dias, durante o qual ele colocou a equipe em um carro, encontrou um ângulo para a câmera de 35 mm e apenas esperou, já que as tomadas foram feitas uma de cada vez. Ele precisou carregar um diagrama em seu bolso o tempo todo, o qual continha todos os planos para cada quadro que seria filmado. A cada dez segundos eles capturavam um quadro e continuaram esse processo por uma hora e meia para obter cinco segundos de filmagem, fazendo "Ray of Light" ter o maior período já gasto por Åkerlund para filmar um vídeo. A equipe também montou a câmera em um ônibus e andaram por Nova Iorque capturando as sequências.
Madonna insistiu que o vídeo deveria ser editado em Los Angeles, uma vez que durante o de "Frozen" ela teve uma série de "vai e volta" com o diretor Chris Cunningham — que estava em Londres — e não queria passar por esse processo novamente. Isso fez Åkerlund e sua equipe morarem nos Estados Unidos durante o decorrer da produção do vídeo. Eles residiram em um hotel, comeram comida chinesa através de serviços de take-away e finalizaram a gravação. Todas as filmagens acabaram fazendo parte do produto final, uma vez que cada cena foi acelerada e a canção era longa. A roupa usada pena intérprete no vídeo foi produzida por Arianne Phillips.

### Lançamento, sinopse e recepção

Capturas de quatro cenas do vídeo musical de "Ray of Light"; nas duas a esquerda, Madonna é vista em uma sequência semelhante à usada no filme Koyaanisqatsi, com um rápido movimento de imagens desfocadas do cotidiano. Este conceito foi alvo de uma ação judicial iniciada pelo diretor italiano Stefano Salvatti, que acusou Madonna de plágio.

O vídeo estreou em 12 de maio de 1998, através da MTV Live. O vídeo musical se inicia com o nascer do sol, antes de progredir-se para uma sequência semelhante à utilizada no filme Koyaanisqatsi, com imagens do cotidiano sendo exibidas, como pessoas andando de metrô, encomendando comida, jogando boliche e crianças estudando em uma sala de aula e, em seguida, são mostradas paisagens de cidades e estradas durante a noite. É notado que em quase todas as cenas, como na boate ou na sala de aula, uma pessoa está olhando diretamente para a câmera, enquanto as outras continuam com suas vidas diárias. Madonna, vestida de jeans, um top simples, e caracterizada com um cabelo louro dourado, é visto dançando ao mesmo tempo. À medida que o vídeo segue-se, a noite começa e as imagens de alta velocidade se focam para Madonna dançando em uma boate, até que ela dorme na pista de dança.
Em 23 de junho de 1998, o vídeo musical de "Ray of Light" foi lançado comercialmente em VHS como uma edição limitada, com quarenta mil cópias sendo encomendadas pela Warner Music Vision. 7 mil e 281 cópias do vídeo foram adquiridas um mês após o seu lançamento, tornando-o um dos VHS singles mais vendidos desde o início da era da Nielsen SoundScan em 1991. Poucos dias depois do lançamento do trabalho, o diretor italiano Stefano Salvati acusou a Maverick Records — empresa de Madonna e sócia da Warner Bros Records — de plagiar o conceito de um vídeo musical que ele havia dirigido para "Non è Mai Stato", lançada por Biagio Antonacci quatro anos antes. De acordo com Salvati, as cópias de seus vídeos foram submetidos a Maverick antes do início das filmagens do vídeo musical de "Ray of Light", e solicitou que o vídeo fosse retirado de comercialização. Ambos os vídeos destacam seus respectivos cantores apresentando-se em velocidade regular contra um pano de fundo de imagens em alta velocidade. Entretanto, Salvati não processou a cantora ou suas empresas.
Com "Ray of Light", Madonna estreou seu estilo de "Mãe Terra", completado com longos cabelos loiros ondulados e corpo bronzeado. Em seu livro Madonna as a Postmodern Myth, o autor Georges Claude Guilbert escreveu que o cabelo "disperso e dispendiosamente sujo" da cantora era comparável ao da canadense Alanis Morissette e a pinturas venezianas. De acordo com Madonna, ela queria um estilo do renascimento italiano, evocando trabalhos dos pintores Rafael e Botticelli. Guilbert considerou a descrição da cantora "uma restauração do pós-modernismo", em sintonia com o zeitgeist, e notou que esta era apenas uma de suas "muitas reinvenções". O escritor lembrou como a intérprete "rapidamente se cansou da fase Botticelli-Mãe Terra", com os singles seguintes sendo divulgados com um novo estilo, inspirado pela cultura asiática. No livro Ex-foliations: Reading Machines and the Upgrade Path, o autor Terry Harpold comentou sobre as sequências aceleradas, especialmente a imagem de um relógio e suas mãos girando ao decorrer das horas. Ele sentiu que o vídeo retrata a vida diária como uma tentativa fútil de sobrevivência, reforçada por outra tomada mostrando o ultrassom de um feto em um útero e um rato correndo em uma roda. Santiago Fouz-Hernández, um dos autores de Madonna's Drowned Worlds, descreveu que Madonna estava "esotérica" na gravação e com "profundo espiritualismo de Beverly Hills".

#### Reconhecimento
O vídeo recebeu um total de oito indicações durante os MTV Video Music Awards de 1998, vencendo cinco delas, nomeadamente Vídeo do Ano, Melhor Vídeo Feminino, Melhor Direção, Melhor Edição e Melhor Coreografia, sendo a canção mais premiada naquela noite. Esta foi a primeira vez que Madonna ganhou o principal troféu da noite; ela disse ter ficado grata pelo reconhecimento do vídeo musical feito pela MTV. Outros prêmios conquistados pela gravação incluem Melhor Vídeo de Dance nos International Dance Music Awards, Melhor Vídeo Internacional nos MuchMusic Video Awards e Melhor Vídeo Pop do Ano na cerimônia Music Video Production Association, todos em 1998. O vídeo foi classificado na quarta posição da lista dos 10 vídeos que quebraram as regras, realizada pela MTV em agosto de 2006 para comemorar seu 25º aniversário. Dez anos depois, a Rolling Stone listou-o como o segundo melhor vídeo da cantora, em uma compilação com os vinte melhores, com o editor Bilge Ebiri o descrevendo como uma "junção ousada da música eletrônica que fez justiça à Madonna nos VMAs".

## Apresentações ao vivo

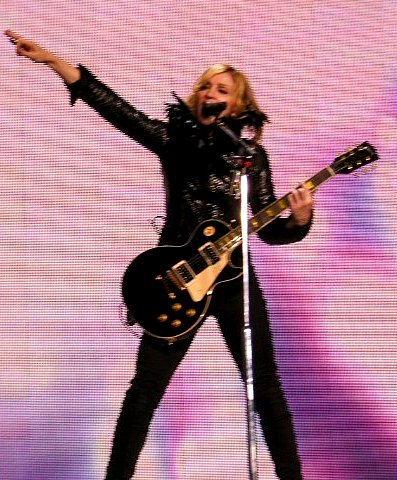
Madonna apresentando "Ray of Light" durante a turnê Confessions Tour (2006).

A cantora apresentou "Ray of Light" ao vivo pela primeira vez em um concerto surpresa feito na boate Roxy NYC em fevereiro de 1998, vindo a interpretá-la novamente três meses depois durante o programa televisivo The Oprah Winfrey Show, no qual ela também cantou "Little Star". Mais tarde, durante os MTV Video Music Awards do mesmo ano, Lenny Kravitz apareceu tocando guitarra, iniciando a apresentação da faixa. Um grupo religioso da World Vaishnava Association (WVVA) afirmou que Madonna ofendeu os hindus com a performance devido ao usar uma marca da religião Hindi na cabeça durante a execução da música. Um porta-voz da associação afirmou que a marca é um símbolo de castidade, harmonia e pureza, e é projetada para mostrar "dedicação a Deus". O representante também disse que devido ao fato de Madonna ter simulado um ato sexual e usado um top transparente no palco enquanto estava com a marca, ela ofendeu os hindus e os iogues. Um porta-voz da cantora afirmou que ela não entendeu porque a associação ficou chateada, já que ela não fez nada de insultuoso, e não queria insultar ninguém. Entretanto, o vice-presidente da WVA afirmou que "a comunidade hindu e os buscadores espirituais orientais de todo o mundo deviam estar felizes com a personalidade de Madonna em termos de seu interesse genuíno na vida iluminada, e deveriam agradecer a ela por seus sinceros esforços para atrair outros para a mesma".
Três anos depois, "Ray of Light" foi incluída como a quinta música do segmento inicial da turnê Drowned World Tour (2001), intitulado Neo-Punk. Contou com Madonna e seus dançarinos dançando junto com a obra, usando um figurino inspirado pelo punk, enquanto os telões apresentaram uma versão estendida do vídeo musical da canção. Desta vez, a guitarra elétrica foi tocada por Monte Pittman. Michael Hubbard, do portal musicOMH, observou que "as coisas rapidamente aqueceram com (...) 'Ray of Light', uma faixa que era pura e simples, como sublime e contagiante". Em 2005, Madonna interpretou o tema durante o concerto beneficente Live 8. No mesmo ano, a cantora embarcou na turnê promocional Hung Up Promo Tour para divulgar o álbum Confessions on a Dance Floor, e incluiu a canção no repertório de shows feitos nas boates Koko Club e G-A-Y, bem como nos Estados Unidos, Japão, Alemanha e França, como parte da excursão promocional. As performances apresentaram Madonna vestindo uma jaqueta roxa, corsários de veludo e botas até o joelho. Mais tarde, ela cantou a música no Coachella Valley Music and Arts Festival de 2006, feito em Indio, Califórnia.

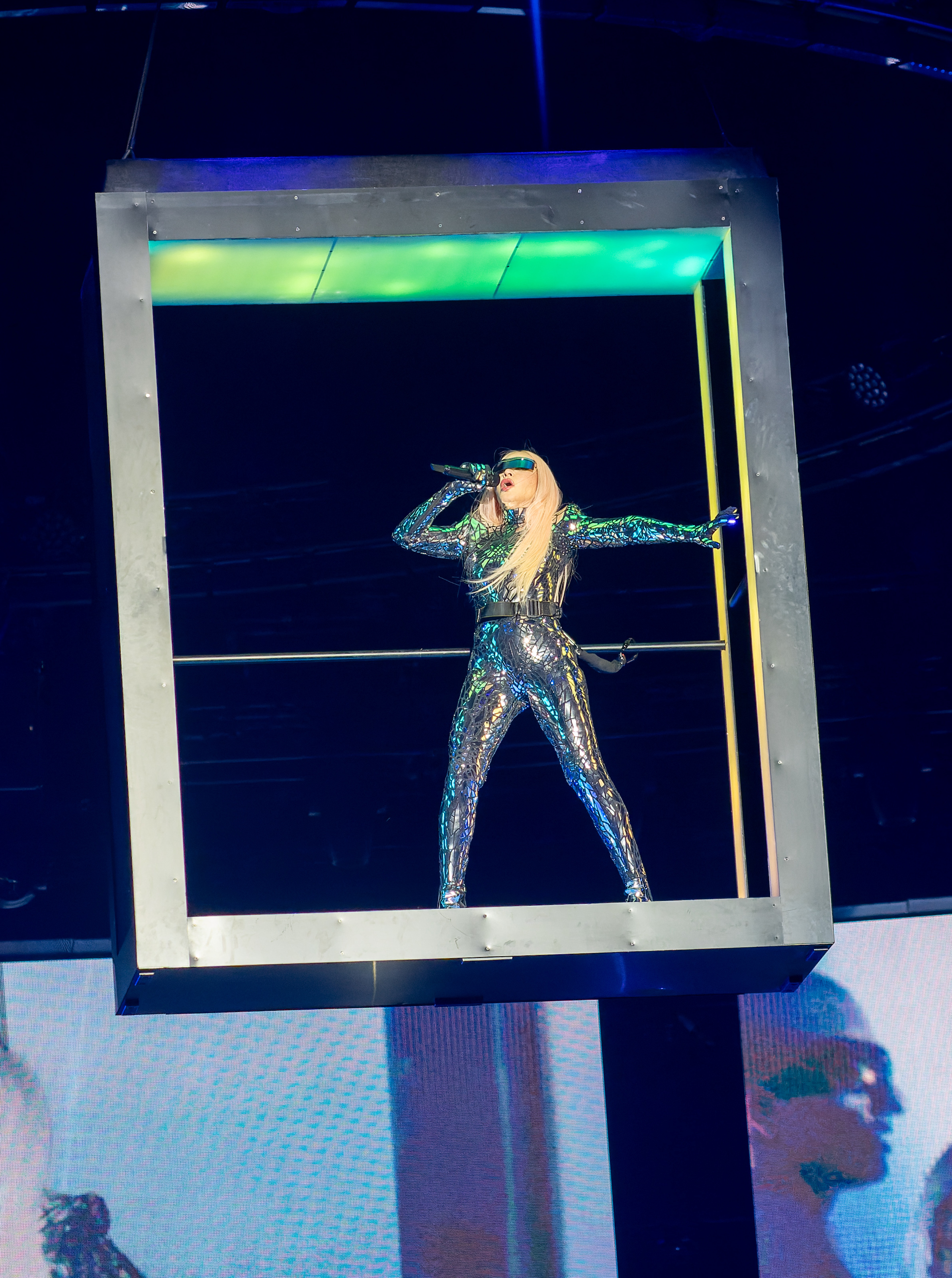
Madonna flutuando dentro de uma caixa de vidro durante a performance de "Ray of Light" na Celebration Tour (2023-24).

Durante a sua turnê Confessions Tour (2006), Madonna incluiu uma versão rock de "Ray of Light" como a segunda música do terceiro segmento do espetáculo, Glam-Punk. Para esta apresentação, a artista tocou a guitarra elétrica e pediu a todos os fãs que saltassem através da canção, que também contou com seis dançarinos masculinos, vestidos com roupas pretas e gravatas brancas fazendo uma coreografia sincronizada. Steve Baltin, da publicação Rolling Stone, definiu a performance como "hard-rock". A cantora também incluiu a faixa no repertório do concerto Live Earth, realizado em 2007 no Wembley Stadium, em Londres. No evento, Madonna esteve acompanhada novamente por uma guitarra e foi assistida por 4,5 milhões de pessoas.
Para a turnê Sticky & Sweet Tour (2008-09), "Ray of Light" foi incluída como a terceira canção do segmento final do show, intitulado Rave. A intérprete tocou a guitarra elétrica novamente e usou uma roupa futurista com uma couraça e uma peruca curta. Ela estava acompanhada por seus dançarinos, que também estavam caracterizados com figurinos futuristas e realizavam uma coreografia robótica. Durante a etapa de 2009 da digressão, a canção se tornou a penúltima do concerto e foi ligeiramente editada para apresentações selecionadas, com as letras da canção "Man in the Mirror", de Michael Jackson, sendo incluídas: "Se você quer fazer do mundo um lugar melhor... Dê uma olhada em si mesmo, e então faça uma mudança", que apareceram nos telões antes do início da apresentação. Madonna também homenageou Jackson, vestindo uma braçadeira preta e uma luva branca. Ao avaliar a turnê em 2008, Jim Farber, periodista do New York Daily News, descreveu a apresentação da canção um dos números do espetáculo de dança "da mais alta energia". Em 27 de julho de 2017, Madonna fez uma aparição surpresa no baile anual de Leonardo DiCaprio para angariar fundos, que ocorreu em Saint-Tropez, França, e interpretou "Ray of Light", junto com "Ghosttown", "4 Minutes", "Open Your Heart" e "La isla bonita", usando um terno verde com penas. Na Celebration Tour (2023–24), a artista cantou o remix Sasha Ultra Violet da música. Na performance, ela flutuava acima da multidão em uma caixa de vidro. Joe Lynch, da Billboard, elogiou Madonna, pois a faixa é "difícil de cantar, mas ela não ignorou o público com uma versão abreviada", e observou que "seus vocais ao vivo soaram bem próximos do original".

## Regravações e uso na mídia

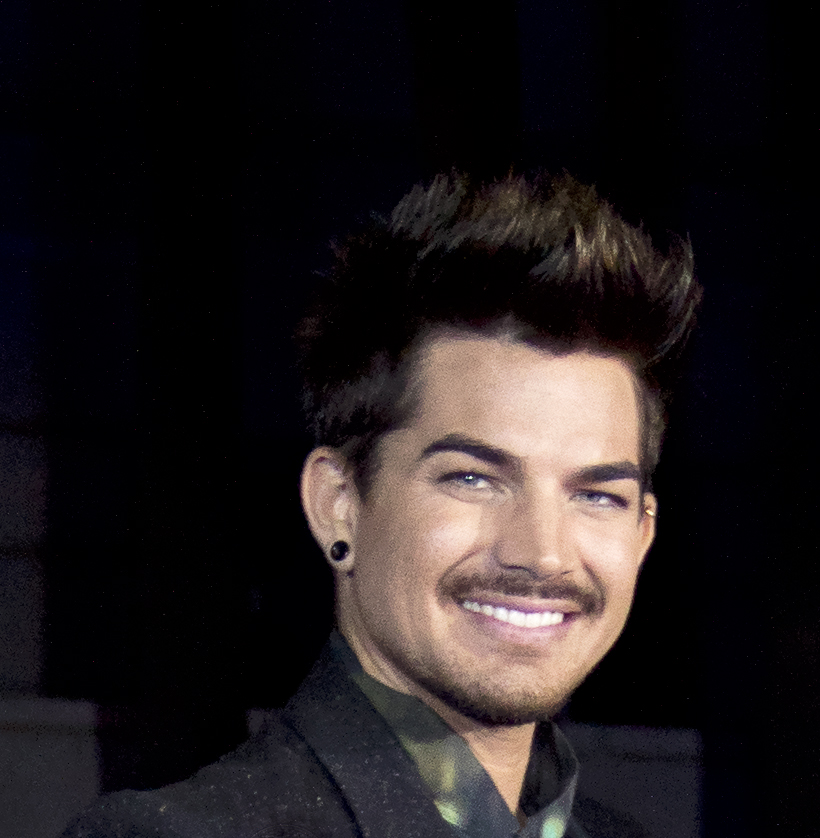
Adam Lambert (imagem) regravou "Ray of Light" durante o programa MTV Divas em dezembro de 2012.

A mistura "Polka Power", do álbum Running with Scissorss (1999), de "Weird Al" Yankovic, inclui uma versão de polca do refrão de "Ray of Light". A compilação Virgin Voices: A Tribute to Madonna, Vol. 2, lançada em 2000, apresenta uma regravação da canção feita por Sigue Sigue Sputnik. Em 2004, a compilação Platinum Blonde NRG, vol. 2: Nrgised Madonna Classics incluiu uma regravação feita por Future Force no estilo hi-NRG. A cantora inglesa Natasha Bedingfield regravou "Ray of Light" para o 40º aniversário da BBC Radio 1. Tocada durante o The Chris Moyles Show em 19 de setembro de 2007, esta versão pode ser encontrada na coletânea Radio 1. Estabilished 1967. Bedingfield comentou: "Eu tenho muito respeito por Madonna depois de saber como é difícil cantar essa canção. Ela tem uma voz incrível — a variedade que você precisa para cantar essa música é incrível". Em 2008, Iggy Pop e The Stooges tocaram "Ray of Light" e "Burning Up" durante a entrada de Madonna ao Rock and Roll Hall of Fame. Em 2010, a canção foi tocada no filme Burlesque durante a cena em que Ali (Christina Aguilera) estava ensaiando para sua nova posição como dançarina no Burlesque lounge, de propriedade da personagem Tess (Cher). No final de 2012, o cantor estadunidense Adam Lambert realizou uma regravação no programa VH1 Divas, dançando através de luzes de laser, enquanto vestia uma túnica sacerdotal preto-e-branca.
"Ray of Light" foi usada pela Microsoft na campanha publicitária do Windows XP. A propaganda se inicia com um homem que pula ao longo de um campo verde e, em seguida, se levanta em um céu ensolarado — uma paisagem montada a partir do papel de parede bliss padrão do Windows XP. Há também uma série de imagens de pessoas que usam o Windows XP em comunicações de tempo real, para colaborar em um restaurante arejado, retransmitindo imagens digitais de pessoas voando, assistindo vídeos e ouvindo música. Em seguida, uma parte da canção é tocada durante a frase "Ela está voando mais rápida do que a velocidade da luz (...) Você sobe. Sim, você pode". A campanha foi reformulada após os ataques de 11 de setembro de 2001; o slogan "Prepare-se para voar" foi alterado para "Sim, você pode", para contornar as novas preocupações sobre as viagens aéreas, consoante Stephanie Ferguson, diretora da seção PC Experience Solutions Marketing Group da empresa. Em 2008, o comercial do shampoo Sunsilk incluiu fotos de Marilyn Monroe e Shakira com famosas canções interpretadas por elas, e terminou com várias fotos de Madonna ao som de "Ray of Light". De acordo com repórteres, Madonna teria recebido US$ 10 milhões para o uso da canção no comercial. O comercial estreou durante o Super Bowl XLII. Em 2010, o episódio "The Power of Madonna" da série Glee, feito em homenagem a Madonna, apresentou "Ray of Light" tocando no fundo enquanto a equipe de torcida da escola realizava uma complicada rotina de dança. No episódio "New Kidney in Town", da temporada de 2011 da série Family Guy, o personagem Peter Griffin é visto no vídeo musical de "Ray of Light" depois de beber sua primeira bebida energética (Red Bull).

## Faixas e formatos
As duas versões do vinil estadunidense de sete polegadas apresentam remixes de "Ray of Light", com a segunda apresentando também a versão original da faixa. O vinil de doze polegadas europeu, o maxi single e a primeira edição do CD single britânico são compostos pelo mesmo alinhamento — o número original acompanhado por três vertentes aprimoradas —, enquanto a segunda edição do CD single britânico contém apenas remixes. Os CDs single europeu, australiano, estadunidense e japonês, bem como o vinil estadunidense e a fita cassete britânica, possuem a faixa original e "Has to Be", com o CD single europeu apresentando também um remix de "Ray of Light". Um VHS single também foi disponibilizado, contendo o vídeo musical da canção.
| Vinil estadunidense de doze polegadas (1ª edição) |                                           |         |  |
| N.º                                               | Título                                    | Duração |  |
| 1.                                                | "Ray of Light" (Sasha's Strip Down Mix)   | 5:00    |  |
| 2.                                                | "Ray of Light" (Orbit's Ultra Violet Mix) | 6:59    |  |

| Vinil estadunidense de doze polegadas (2ª edição) |                                            |         |  |
| N.º                                               | Título                                     | Duração |  |
| 1.                                                | "Ray of Light" (Sasha's Ultraviolet Mix)   | 10:43   |  |
| 2.                                                | "Ray of Light" (Sasha's Strip Down Mix)    | 5:00    |  |
| 3.                                                | "Ray of Light" (Victor Calderone Club Mix) | 9:29    |  |
| 4.                                                | "Ray of Light" (William Orbit Liquid Mix)  | 8:06    |  |
| 5.                                                | "Ray of Light" (Sasha Twilo Mix)           | 10:58   |  |
| 6.                                                | "Ray of Light" (Victor Calderone Drum Mix) | 5:26    |  |
| 7.                                                | "Ray of Light" (Orbit's Ultra Violet Mix)  | 6:59    |  |
| 8.                                                | "Ray of Light"                             | 5:21    |  |

| Vinil europeu de doze polegadas |                                            |         |  |
| N.º                             | Título                                     | Duração |  |
| 1.                              | "Ray of Light" (Sasha's Ultraviolet Mix)   | 10:43   |  |
| 2.                              | "Ray of Light" (William Orbit Liquid Mix)  | 8:06    |  |
| 3.                              | "Ray of Light" (Victor Calderone Club Mix) | 9:29    |  |
| 4.                              | "Ray of Light"                             | 5:21    |  |

| CD single europeu |                                          |         |  |
| N.º               | Título                                   | Duração |  |
| 1.                | "Ray of Light"                           | 5:21    |  |
| 2.                | "Has to Be"                              | 5:15    |  |
| 3.                | "Ray of Light" (Sasha's Ultraviolet Mix) | 10:43   |  |

| Vinil estadunidense de sete polegadas, fita cassete australiana e / CD single estadunidense, australiano e japonês |                |         |  |
| N.º | Título         | Duração |  |
| 1. | "Ray of Light" | 5:21    |  |
| 2. | "Has to Be"    | 5:15    |  |

| VHS single |                                |         |  |
| N.º        | Título                         | Duração |  |
| 1.         | "Ray of Light" (vídeo musical) | 5:21    |  |

| Maxi single e CD single britânico (1ª edição) |                                            |         |  |
| N.º                                           | Título                                     | Duração |  |
| 1.                                            | "Ray of Light"                             | 5:21    |  |
| 2.                                            | "Ray of Light" (Sasha's Ultraviolet Mix)   | 10:43   |  |
| 3.                                            | "Ray of Light" (William Orbit Liquid Mix)  | 8:06    |  |
| 4.                                            | "Ray of Light" (Victor Calderone Club Mix) | 9:29    |  |

| CD single britânico (2ª edição) |                                            |         |  |
| N.º                             | Título                                     | Duração |  |
| 1.                              | "Ray of Light" (Sasha Twilo Mix)           | 10:58   |  |
| 2.                              | "Ray of Light" (Sasha's Strip Down Mix)    | 5:00    |  |
| 3.                              | "Ray of Light" (Victor Calderone Drum Mix) | 5:26    |  |
| 4.                              | "Ray of Light" (Orbit's Ultra Violet Mix)  | 6:59    |  |

## Créditos
Todo o processo de elaboração de "Ray of Light" atribui os seguintes créditos:

### Canção
Gravação e publicação
- Gravada em 1997 nos Larrabee Studios North (Universal City, Califórnia)
- Masterizada nos Sterling Sound Studios (Nova Iorque)
- Publicada pelas empresas WB Music Corp./Webo Girl Publishing — administrada pela WB Music Corp. (ASCAP) —, Rondon Music (London), Limited e Purple Music Limited (PRS)

Produção
| - Madonna: vocalista principal, composição, produção - William Orbit: composição, produção - Clive Muldoon: composição - Dave Curtiss: composição - Christine Leach: composição | - Pat McCarthy: engenharia - Ted Jensen: masterização - Mario Testino: capa do single - Kevin Reagan: design da capa do single |

### Vídeo
| - Filmado entre abril e maio de 1998 - Jonas Åkerlund: direção, edição - Nicola Doring: produção - Billy Poveda: produção executiva - Henrik Halvarsson: cinematografia | - Max Vitali: edição - Mattias Lindgren: edição - Brooks Robinson: steadicam - Arianne Phillips: figurino - Dana Terra: coordenação de produção |

## Desempenho nas tabelas musicais
Nos Estados Unidos, "Ray of Light" debutou na quinta posição da Billboard Hot 100, na edição referente a 11 de julho de 1998. Marcou a melhor estreia de Madonna na tabela, superando as estreias de "You'll See" e "Frozen", ambas as quais estrearam na oitava posição em 1995 e 1998, respectivamente. A faixa tornou-se, até então, a 37.ª música da cantora a listar-se entre as quarenta melhores, superando Connie Francis entre as mulheres com mais canções a registrarem esse feito. Permaneceu na compilação durante um total de 20 semanas e terminou o ano como a 75.ª mais bem sucedida na Hot 100. Também alcançou as posições de número 13 e 39 nas tabelas Pop Songs e Adult Pop Songs, respectivamente, bem como a liderança do periódico genérico Hot Dance Club Songs durante quatro semanas, tornando-se o "Top Hot Dance Club Play Single" daquele ano. A canção foi certificada ouro pela Recording Industry Association of America (RIAA) devido a comercialização de 500 mil unidades no país. Em abril de 2010, foram registradas cerca de 293 mil unidades digitais vendidas em território estadunidense, de acordo com a Nielsen SoundScan. De acordo com a Billboard, é a 32ª faixa mais bem sucedida de Madonna nos Estados Unidos. No Canadá, estreou na 85ª colocação da Canadian RPM Singles Chart, conquistando o terceiro posto em sua oitava semana. Permaneceu na tabela por um total de 30 semanas.
Na Austrália, "Ray of Light" debutou na sexta posição da ARIA Charts, em 24 de maio de 1998, que foi o seu pico na tabela. Permaneceu no gráfico durante 17 semanas. Desde então, a Australian Recording Industry Association classificou a composição como disco de ouro, devido a exportação de 35 mil cópias. Em território neozelandês, o número estreou na nona colocação da lista publicada pela Recording Industry Association of New Zealand (RIANZ), permanecendo na tabela por 14 semanas. No Reino Unido, o tema estreou na vice-liderança da UK Singles Chart, sendo barrado do topo por "Under the Bridge / Lady Marmalade", de All Saints. Posteriormente, foi qualificada como prata pela British Phonographic Industry (BPI), indicando vendas de 200 mil unidades e, de acordo com a The Official Charts Company (OCC), comercializou cerca de 275 mil cópias até agosto de 2008. Na Espanha, a faixa debutou na liderança da tabela publicada pela Productores de Música de España. Ao redor da Europa, a canção conseguiu liderar as tabelas escocesas e classificar-se entre as trinta melhores colocações na Alemanha, na Áustria, na Bélgica (região de Flandres), na Finlândia, na França, na Irlanda, na Itália, nos Países Baixos, na Suécia e na Suíça, conquistando a nona posição como melhor na tabela European Hot 100 Singles.